# Кочетков, Александр Сергеевич
Алекса́ндр Серге́евич Кочетко́в (12 мая 1900, пос. Лосиноостровский, Московская губерния, Российская империя — 1 мая 1953, Москва, СССР) — русский советский поэт, переводчик.

## Биография
В 1917 году окончил Лосиноостровскую гимназию. Поступил на филологический факультет МГУ, но вскоре был призван в Красную Армию, где прослужил два года. Затем некоторое время трудился библиотекарем на Северном Кавказе, литературным консультантом в МОПРе (Международное общество помощи рабочим-революционерам).
Ещё в юношестве начал писать стихи. С 17 лет был учеником поэтессы Веры Меркурьевой, затем познакомился и сблизился с Вячеславом Ивановым: «В 1921 году я узнал милого, прекрасного и даже удивительного Кочеткова», — писал Иванов впоследствии. Единственная прижизненная публикация стихотворений Кочеткова состоялась в альманахе «Золотая зурна» (Владикавказ, 1926). В то же время Кочетков широко печатался как переводчик поэзии и прозы с западных и восточных языков.
Всенародную славу Кочеткову принесло стихотворение «Баллада о прокуренном вагоне», больше известное по строке «С любимыми не расставайтесь». Написанная в 1932, но впервые опубликованная лишь в 1966 году в сборнике «День поэзии» неутомимым пропагандистом творчества Кочеткова Л. Озеровым, «Баллада…» стала шлягером второй половины XX века благодаря тому, что прозвучала в фильме Э. Рязанова «Ирония судьбы, или С лёгким паром!». Строкой из «Баллады» названа пьеса А. Володина, по которой снят фильм «С любимыми не расставайтесь». «Баллада…» была написана под впечатлением от случайного спасения: осенью 1932 года, чтобы отсрочить на три дня расставание со своей женой, Инной Григорьевной Прозрителевой (дочерью известного ставропольского краеведа Г. Н. Прозрителева), Кочетков сдал билет на поезд Сочи — Москва, который на станции Люблино Дачное попал в катастрофу. Погибло 36 человек, пострадал 51 человек. По решению суда виновными в крушении были признаны начальник станции (расстрелян), дежурный по станции (получил 8 лет), сторож (приговорен к 6 годам заключения), сигналист (осужден на 1 год). В первом же письме, полученном Инной Григорьевной из Москвы, было это стихотворение. Первый пик популярности ещё неопубликованная «Баллада…» пережила в годы Великой Отечественной войны, она переписывалась и пересказывалась наизусть. По мнению литературоведа И. Кукулина, «Баллада» могла послужить образцом для Константина Симонова, написавшего во время войны стихотворение «Жди меня».
Среди переводов Кочеткова: «Чудесный рог юноши» Арнима и Брентано (полностью не опубликовано), роман Бруно Франка о Сервантесе, стихи Хафиза, Анвари, Фаррухи, Унсари, Эс-хабиб Вафа, Антала Гидаша, Шиллера, Корнеля, Расина, Беранже, грузинских, литовских, эстонских поэтов. Участвовал в переводах эпосов («Давид Сасунский», «Алпамыш», «Калевипоэг»).
Автор пьес в стихах «Коперник» (Театр Московского планетария), «Вольные фламандцы» (в соавторстве с С. Шервинским), «Надежда Дурова» (в соавторстве с К. Липскеровым).
В апреле 1953 года был помещён в больницу, ему диагностировали инфекционный менингит как осложнение после затяжного гриппа. Скончался 1 мая 1953 года.

### Место захоронения
Урна с прахом захоронена в Москве на Донском кладбище (колумбарий 14, секция 84). К 2014 году, когда захоронение было обнаружено членами Общества некрополистов, урна за стеклом рассыпалась, надпись «Поэт Александр Сергеевич Кочетков» едва читалась. В настоящее время на нише установлена плита с портретом поэта и строками из самого известного его стихотворения.
| - Вид захоронения. 2014 - Современный вид |

## Семья
Жена (с 1925 по 1953) — Инна Григорьевна Прозрителева (умерла в 1957 году).
Детей нет.